# Uhliská (powiat Levice)
Uhliská – wieś (obec) na Słowacji położona w kraju nitrzańskim, w powiecie Levice. Pierwsze wzmianki o miejscowości pochodzą z roku 1554. 
Według danych z dnia 31 grudnia 2012, wieś zamieszkiwały 193 osoby, w tym 90 kobiet i 103 mężczyzn.
W 2001 roku rozkład populacji względem narodowości i przynależności etnicznej wyglądał następująco:
- Słowacy – 98,64%
- Czesi – 0,45%
- Węgrzy – 0,45%

Ze względu na wyznawaną religię struktura mieszkańców kształtowała się w 2001 roku następująco:
- Katolicy rzymscy – 88,64%
- Ewangelicy – 1,36%
- Ateiści – 5,91%
- Nie podano – 1,36%